# یان فودشام
یان فودشام (انگلیسی: Ian Frodsham; ۲۲ دسامبر ۱۹۷۵ – ۲ ژانویهٔ ۱۹۹۵) بازیکن فوتبال اهل بریتانیا بود.
از باشگاه‌هایی که در آن بازی کرده‌است می‌توان به باشگاه فوتبال لیورپول اشاره کرد.
وی همچنین در تیم ملی فوتبال زیر ۱۸ سال انگلستان بازی کرده‌است.